# سماموس

نمایی از ضلع شمالی قلهٔ سماموس، مرتفع‌ترین قلهٔ استان گیلان

سُماموس نام بخشی از رشته کوه البرز و نام قله‌ایست با نام قله سُمام با ۳۷۰۳ متر ارتفاع، مرتفع‌ترین قلهٔ مشرف به دریای خزر و بلندترین قلهٔ استان گیلان است که در شهرستان رودسر قرار دارد.
سمام نام عمومی منطقه‌ای در سمت شمال غربی چکاد است که چند پارچه آبادی در آن قرار دارد و در صورت نسبت سمامی خوانده می‌شود. از جمله افراد سرشناس آن، یکی از بنیان‌گذاران مکتب تفکیک ∗شیخ علی اکبر الهیان سمامی ∗ رامسری است. منطقهٔ سمام جزو «پایین اشکور» و به اصطلاح محلی سمام یکی از آبادی‌های «جیر اشکور» رودسر است.
در نوک قله، امامزاده‌ای قرار دارد به نام آقا سماموس که در حقیقت به نقل برخی از تاریخ نگاران همان کارکیا یحیی کیایی (آقا سید علی کیا) از شاهزادگان کیایی لاهیجان است. کوهنوردان می‌توانند وسایل سفر خویش را آنجا بگذارند و با کمی استراحت در آن خود را برای ادامه صعود آماده کنند.
اگر بر فراز قلهٔ سماموس بایستید معمولاً همهٔ درهٔ منطقه به نام طالشکوه و بخشی از اِشکَوَرات تا دریای خزر قابل رویت خواهد بود که گاهی نیز پوشیده از مه‌است.
بر پایهٔ باورهای عمومی مردم منطقه روزگاری سماموس کرانهٔ دریای بزرگی بوده‌است که همهٔ منطقهٔ شمال کشور ایران را گرفته بود. در اشعاری که به زبان گیلکی آمده این مضمون چنین بیان شده‌است:
سوماموسا سوماموسا سوماموس/ آب دریا بومه اوجه بومانوس.

## نام‌شناسی
دربارهٔ معنای آن اختلاف است اما در این که واژه‌ای ترکیبی است به ظاهر هیچ اختلافی نیست.
- معنای نخست: برخی آن را ترکیب سوماً و موس می‌دانند. بر این اساس سوماً (بنگرید به: هوم) را به معنای ماده‌ای دانسته‌اند که از آن شربتی مقدس ساخته و در آیین‌های مذهبی زرتشتی و آیین‌های هندی∗ مصرف می‌شده‌است. موس یا مُس نیز به معنی بلندی همچون قله و تپه است و مرتبط با «mnti» اوستایی به معنی بیرون‌زده (مثل mount در انگلیسی به معنی کوه) می‌باشد. بر پایهٔ این تفسیر و معنا از واژهٔ سوماً (که مردم با پیش و ضمه سین این واژه را نیز تلفظ می‌کنند)، سوماموس به معنای چَکادی (قله‌ای) است که در منطقهٔ رویش و پرورش سوماً قرار دارد. این نوع نام‌گذاری در منطقه بسیار دیده می‌شود، مانند توبن به معنای منطقه‌ای که در آن درخت تَوْ (با زبر تاء و اشباع واو) می‌روید و بن به معنای زیر و بنه است؛ یعنی در زیر و بنه منطقهٔ رویش درخت تو. در مناطق دیگر از استان‌های شمالی نام‌های دیگری می‌توان از همین ریشه یافت که سوماسرا (sumäsarä) در غرب گیلان یکی از شهرهایی است که از این نام اشتقاق یافته‌است و به معنای سرزمین و محدوده آزاد و بدون دیواری است که گیاه سوماً در آن می‌روید. البته به اشتباه این نام تصحیف شده و در حال حاضر به نام صومعه سرا خوانده می‌شود که نادرست و برخلاف لهجه‌های گیلکی است.
- معنای دوم: برخی آن را ترکیبی از دو واژهٔ سمام و موس (mos یا mus) می‌دانند. موس به معنای هر چیز تپه مانندی است، از این رو به قله، تپه، بلندی و مواردی دیگر، موس یا موز می‌گویند. در لاتین mont به معنای کوه با این mos هم‌ریشه است. سَمام هم که نام دهستانی در املش گیلان است. به این ترتیب معنای سماموس، قله و چکاد سمام (یعنی آبادی‌های پایین اشکور) است. در خود معنای واژه «سمام» نیز میان مردم اختلاف است که این اختلاف به سبک خواندن و تلفظ این واژه بر می‌گردد.
- معنای سوم: برخی سماموس را ترکیبی از واژهٔ سه و ماموس دانسته‌اند و ماموس یا ماموز را نام منطقه و آبادی سه‌گانه‌ای دانسته‌اند که در زیر این قله وجود دارد؛ بنابراین نام چکاد از نام آبادی‌های سه‌گانه آن گرفته شده‌است.
- معنای چهارم: برخی نیز سو (su) را به معنای نور و روشنایی∗ گرفته‌اند، چنان‌که می‌گویند «سوی چشمانم کم شد»، که این عبارت به معنای کم شدن دید شخص است؛ بنابراین سوماموس به معنای روشنای و ماموس نیز نام منطقه‌است. این چکاد را از آن رو به نام سوماموس خوانده‌اند که روشنایی آن بس خیره کنند است؛ زیرا این چکاد بزرگ برف‌نشین در هنگام برخورد تابش آفتاب بسیار خودنمایی می‌کند و در هنگام زمستان و آفتابی بودن آسمان، روشنایی و بازتاب نور خورشید آن واقعاً دیدنی و جذاب است. به ویژه که این چکاد را می‌توان از دشت‌های لنگرود تا نزدیکی تنکابن به وضوح دید.
- معنای پنجم: برخی آن را ترکیبی از «سوماً» و «موز» یا مازو دانسته‌است که «مازو» و «موز» به معنای رشته کوه‌ها، کوهستان و نیز قله آمده‌است∗ چنان‌که در معنای مازندران گفته‌اند که آن آبادی است که درون کوهستان یا قله‌ها یا درون رشته کوه‌ها قرار گرفته‌است.∗ البته نا گفته نماند که واژهٔ مازو نام درختی نیز می‌باشد که در پارسی آن را بلوط گویند. در جنگل‌های شمالی چند گونه از بلوط یافت می‌شود که از معروف‌ترین آن‌ها مازو و پلوت است.∗
- معنای ششم: برخی از اهالی، سما را مخفف آسمان ∗ و موس را به معنای چکاد و قله گرفته‌اند؛ بنابراین سماموس به معنای چکاد آسمان گفته‌اند.
- معنای هفتم و هشتم: البته برای آن دو معنای دیگری می‌توان یافت که این سه معنای اخیر شاید به حق نزدیک‌تر باشد. گروهی واژه سوم (به پیش سین) را به معنای گیاه چرید چهارپا و چرا کردن و وزیدن باد دانسته‌اند.∗ پس سوماموس به معنای قله چراگاه یا قله‌ای است که گیاه مخصوص چریدن چهارپایان وجود دارد. این معنا از آن رو درست می‌نماید که در این منطقه از گذشته چراگاه چارپایان بوده‌است و هنوز هم گله‌های بزرگ است در دامنهٔ آن رها و در حال چریدن است. افزون بر آن که در زمانهٔ ما نیز چراگاه رمه‌های گالش‌ها در تابستان و بهار است. چنان‌که از اسناد تاریخی نیز به عنوان چراگاه خاندان‌های معروف جورده رامسر مانند شل شریف و سطان رستم یادشده‌است.
- معنای نهم: گروهی دیگر سمام را به معنای باز و شاهین شکاری دانسته‌اند.∗ پس سماموس ترکیبی از سمام و موس است که در حالت ادغام تخفیف داده می‌شود و سماموس خوانده می‌شود. در این صورت سماموس به معنای آشیانه شاهین و عقاب معنا می‌دهد که این دور از ذهن نیست.
- معنای دهم: برخی سماموس را مرکب از سما (زیما یعنی سرما) و موس (موت= آشیانه) دانسته‌اند؛ بنابراین در مجموع سماموس مترادف با واژه هیمالیا به معنی آشیانه سرما است.
- معنای یازدهم:سماموس واژه ای عربی مرکب از سماء (سما. [س َ] (ع اِ) در میان فارسی زبانان با حذف همزه به معنی آسمان آمده‌است: فرهنگ لغت دهخدا) و موس (کلمه ای مصری بمعنای فرزند) است؛ بنابراین واژه سماموس به معنای «فرزند آسمان» می‌باشد. با توجه به تاریخ منطقه شمال ایران که سلسله آل بویه در این مناطق سکنا داشتند، فرضیه عربی بودن نام این قله به دلیل اینکه بلندترین قله از سلسله جبال البرز از سمت شمال بالاخص منطقه شرق گیلان و غرب مازندران می‌باشد، می‌تواند تأیید شود.
- معنای دوازدهم: «سوماً» در زبان گیلکی معنای «آب» آمده‌است، چنانچه گیلکها «آبکِش» را «سوماً پلان» می‌نامند. پس «سوماموس» به معنای کوه و چکادی است که از آن رود و نهر آب جاری می‌شود؛ چرا که رودخانه‌های اصلی «پله رود» (به معنای رود بزرگ) و نیز شیرود از آن جا نشات می‌گیرد. پس سوماموز به معنای کوه آب و رودها است.

## قله‌های دیگر سماموس
چکاد سوماموس یا سماموس دارای چهار قله است که بلندترین آن در غرب قرار دارد. قله‌های شرقی آن شامل سرخ تله و قله زلزلان دشت و سه برار رژه (رجه) است. به نظر می‌رسد که نام این شرقی‌ترین بخش نام خاص و ویژهٔ آن نباشد، بلکه اشارهٔ مردم جورده (جواهرده کنونی، چون جورده در برابر جیرده به معنای بالا ده‌است) رامسر به سه قله‌است، زیرا رژه یا رجه در زبان محلی به معنای قله و ردیف یا ایستاده و به نظم درآمده نیز به کار رفته‌است ∗ که در این صورت به معنای سه برادری است که ردیف و در کنار هم به رژه ایستاده‌اند؛ بنابراین کاری که برخی انجام می‌دهند و بر سر یکی از قله سه نماد سنگی و ردیف می‌سازند، مفهوم درستی پیدا نمی‌کند. بر این پایه‌است که برخی بر این باورند که مردم جواهرده با اشاره به سه قله و چکاد شرقی سماموس یعنی قله‌هایی که از جورده به چشم می‌آید و کاربرد نام سه برار رژه این سه چکاد سماموس را اراده می‌کنند.

## آقا سماموس
روی این کوه بقعه امام زاده‌ای هست که دکتر منوچهر ستوده به پیروی از تاریخ نگاران پیشین و سفرنامه نویسان غربی که از این ناحیه دیدار داشته‌اند، آن را مدفن شاه یحیی (کارکیا یحیی جان) از سادات کیایی ملاطی می‌داند و می‌نویسد:
ظاهراً این «سیه سر» همان «سیه سر خرمه دشت» است که روی کوه سماموس است. در این‌جا آستانه‌ای قدیمی است که باید گور «کار کیا یحیی جان» باشد.
اما سید ظهیرالدین اشاره‌ای به کوه سماموس نکرده و در این باره چنین می‌نویسد:
در این اوقات چنان رسانیدند که روز سه شنبه ۲۹ صفر موافق با هفتم مهرماه قدیم (سنه ۸۸۴) از تقدیر سبحانی طایر روح پاک حضرت شاه یحیی از قفس جسمانی طیران نموده و بر کنگره " ارجعی الی ربک " بنشست. انا لله و انا الیه راجعون و مغفور مرحوم را بنا بر وصیت که کرده بود همان‌جا به "گرجیان" به موضعی مشهور و ملقب است به "سیه سر" دفن کردند.
آن گاه «سید ظهیرالدین» بیتی به مناسبت حال آورده‌است:
عروس سپر از دل تابناک
ز طارم درافتاده بر روی خاک
رابینو نیز به همین کتاب استناد جسته و در سفرنامه خویش به مازندران و استر آباد می‌نویسد: شاه یحیی، حاکم تنکابن و برادر سلطان محمد لاهیجانی که در سال ۸۸۳ هجری وفات یافته‌است در «گرجیان» در محلی به نام «سیا سر» مدفون گردید.
رابینو ضمن مشاهده زیبایی کوه سماموس از فاصله دور در این باره می‌نویسد:
من راجع به کوهی به این نام (سماموس) تحقیقاتی کرده‌ام ولی اطلاعاتی به دست نیامد تا روزی که از کنار دریا در رانکو (منظور رانکوه است) سفر می‌کردیم، قله کوهی پوشیده از برف در پشت جنگل در سمت شمالی جاده نمودار شد، از راهنمای خودمان اسم آن کوه را پرسیدم گفت: سومام موز.
گفتم: یعنی کوه سمام؟
جواب داد: البته.
ما در ولایت خودمان کوه را موز می‌گوییم.